# Фелтон (Пенсільванія)
Фелтон (англ. Felton) — місто (англ. borough) в США, в окрузі Йорк штату Пенсільванія. Населення — 501 особа (2020).

## Географія
Фелтон розташований за координатами 39°51′26″ пн. ш. 76°33′40″ зх. д. / 39.85722° пн. ш. 76.56111° зх. д. (39.857115, -76.561135).  За даними Бюро перепису населення США в 2010 році місто мало площу 1,63 км², уся площа — суходіл.

## Демографія
Згідно з переписом 2010 року, у селищі мешкало 506 осіб у 189 домогосподарствах у складі 152 родин. Густота населення становила 310 осіб/км².  Було 194 помешкання (119/км²).
Расовий склад населення:
| - 98,8 % — білих - 0,6 % — чорних або афроамериканців |

До двох чи більше рас належало 0,6 %. Частка іспаномовних становила 1,6 % від усіх жителів.
За віковим діапазоном населення розподілялося таким чином: 23,7 % — особи молодші 18 років, 63,7 % — особи у віці 18—64 років, 12,6 % — особи у віці 65 років та старші. Медіана віку мешканця становила 38,8 року. На 100 осіб жіночої статі у селищі припадало 100,0 чоловіків;  на 100 жінок у віці від 18 років та старших — 96,9 чоловіків також старших 18 років.
Середній дохід на одне домашнє господарство  становив 64 934 долари США (медіана — 58 438), а середній дохід на одну сім'ю — 67 226 доларів (медіана — 58 500). Медіана доходів становила 47 083 долари для чоловіків та 37 353 долари для жінок. За межею бідності перебувало 13,1 % осіб, у тому числі 23,0 % дітей у віці до 18 років та 4,8 % осіб у віці 65 років та старших.
Цивільне працевлаштоване населення становило 280 осіб. Основні галузі зайнятості: виробництво — 21,4 %, освіта, охорона здоров'я та соціальна допомога — 20,0 %, будівництво — 12,1 %, роздрібна торгівля — 9,6 %.